# Yoo Ji-ae
Yoo Ji-ae (hangul: 유지애; hanja: 劉智愛; rr: Yu Ji-ae; MR: Yu Chi-ăe; nascida em 21 de maio de 1993), mais frequentemente creditada apenas em Jiae (hangul: 지애), é uma cantora e dançarina sul-coreana. Ela é popularmente conhecida por ser integrante do grupo feminino Lovelyz, formado pela Woollim Entertainment em 2014. Sua estreia como cantora solista ocorreu no dia 24 de abril de 2014 com o lançamento do single Delight.

## Biografia
Jiae nasceu em 21 de março de 1993 em Seul, Coreia do Sul. Sua família consiste em seus pais e sua irmã mais velha. Desde criança, Jiae sempre quis se tornar uma cantora ao assistir às apresentações ao vivo dos grupos Fin.KL e SES. Sua graduação ocorreu no colégio School of Performing Arts Seoul em 24 de fevereiro de 2012.

## Carreira
Jiae realizou sua primeira aparição como irmã mais nova do grupo Infinite em seu reality show Infinite You're My Oppa. No mesmo ano, ela realizou uma aparição no drama coreano Master of Study. Em 2012, ela realizou uma aparição especial no programa Running Man como uma das estudantes do ensino médio, ao lado de suas colegas de classe Seunghee e Yeonkyung, que mais tarde se tornaram integrantes do grupo F-ve Dolls, agenciado pela MBK Entertainment.
Em 24 de abril de 2014, Jiae realizou sua estreia como artista solo com o lançamento do single Delight, que desempenhou a posição cinquenta e oito na parada musical Gaon Digital Chart. Ela realizou sua estreia como integrante do grupo Lovelyz em 17 de novembro de 2014, com o lançamento do álbum de estúdio Girls Invasion, acompanhado pela faixa principal Good Night Like Yesterday.

## Discografia

### Singles
| Título    | Ano  | Melhor posição nas paradas | Vendas (dowloads digitais) | Álbum           |
| Título    | Ano  | KOR                        | Vendas (dowloads digitais) | Álbum           |
| --------- | ---- | -------------------------- | -------------------------- | --------------- |
| "Delight" | 2014 | 58                         | * KOR: 52,386+             | Girls' Invasion |

## Filmografia

### Dramas
| Ano  | Emissora | Título                                | Notas                                            |
| ---- | -------- | ------------------------------------- | ------------------------------------------------ |
| 2010 | KBS2     | Master of Study                       | Aparição especial como ela mesma                 |
| 2016 | KBS2     | The Gentleman of Wolgyesu Tailor Shop | Aparição especial, com Mijoo, Jiae, Jisoo e Yein |

### Reality shows
| Ano  | Emissora  | Título                  | Notas                                 |
| ---- | --------- | ----------------------- | ------------------------------------- |
| 2010 | Mnet      | Infinite You're My Oppa | 12 de abril 2010 – 31 de maio de 2010 |
| 2016 | SBS MTV   | Lovelyz in Wonderland   | com as integrantes do Lovelyz         |
| 2017 | skyTravel | Lovelyz Loves Canada    | com as integrantes do Lovelyz         |